# Normplatnicka lamingtonensis
Espèce
Synonymes
- Textricella lamingtonensis Forster, 1959

Normplatnicka lamingtonensis est une espèce d'araignées aranéomorphes de la famille des Anapidae.

## Distribution
Cette espèce est endémique d'Australie. Elle se rencontre au Queensland, en Nouvelle-Galles du Sud et au Victoria.

## Description
Le mâle holotype mesure 1,16 mm et la femelle paratype 1,23 mm.

## Étymologie
Son nom d'espèce, composé de lamington et du suffixe latin -ensis, « qui vit dans, qui habite », lui a été donné en référence au lieu de sa découverte, le parc national de Lamington.

## Publication originale
- Forster, 1959 : The spiders of the family Symphytognathidae. Transactions and Proceedings of the Royal Society of New Zealand, vol. 86, p. 269-329 (texte intégral).